# Anita Berisha
Anita Beljan, rođ. Berisha (Požega, 30. siječnja 1986.), hrvatska ekonomistica, bivša voditeljica i glumica albanskoga podrijetla.

## Životopis
Od devete je godine članica ZKM-a, gdje je bila sudionica niza projekata (Plava ptica, Kukci, ...). Sudjelovala je na mnogim festivalima, a 2003. godine i u organiziranju Edered festivala u Budimpešti, Mostaru i Litvi i bila aktivna u radionicama glume. Statirala je u mnogim domaćim filmovima i serijama.
Vrlo je kratko bila studentica Pravnoga fakulteta u Zagrebu, nakon čega je odustala i upisala Ekonomski fakultet u Zagrebu.
2010. godine vratila se na male ekrane kao voditeljica dječjih emisija Nove TV Kinder surprise memori kviz i Dog stories memori kviz, koje su se emitirale u jesenskoj programskoj shemi. U međuvremenu se na Novoj TV zaposlila u svojoj struci te danas radi u uredu.

## Filmografija

### Televizijske uloge
- Dog stories memori kviz kao voditeljica (2010.)
- Kinder surprise memori kviz kao voditeljica (2010.)
- Bibin svijet kao djevojka u disku (2010.)
- Zabranjena ljubav kao Petra Lončar (2004. – 2008.; 2011.)

### Filmske uloge
- "Smash" kao Ema (2010.)

## Vanjske poveznice
- Anita Berisha u internetskoj bazi filmova IMDb-u (engl.)